# Église de la Trinité de Vilnius
Pour les articles homonymes, voir Église de la Sainte-Trinité.
L'église de la Trinité ou sanctuaire de la Miséricorde divine est une église catholique non-paroissiale située dans la vieille ville de Vilnius. Les services sont en langue polonaise et en langue lituanienne. Elle se trouve au n° 12 de la Dominikanų gatvė (rue des Dominicains).

## Histoire
Une première église catholique a été construite rue des Dominicains au XVe siècle et entièrement reconstruite après les incendies de 1748-1749. Elle devient alors église paroissiale. L'astronome et mathématicien jésuite Martin Odlanicki Poczobutt, SJ, y célébrait régulièrement la messe lorsqu'il était recteur de l'École supérieure de Vilna (ancien nom officiel de Vilnius pendant l'Empire russe).
Les autorités officielles russes donnent l'église à la communauté orthodoxe en 1821 qui la rebaptise église de l'Annonciation. La rue des Dominicains (alors nommée en polonais ulica Dominikańska) et son prolongement de la rue Saint-Jean changent leur nom en rue de l'Annonciation, nom qu'elle garda jusqu'en 1915. 
L'église est modifiée en style byzantin en 1846-1848 tout en gardant des éléments architecturaux baroques et néo-classiques. L'église a une nef et deux absides. 
L'église retourne à la communauté catholique en 1920 et retrouve son patronage de la Sainte-Trinité. Wilno, lorsque les Allemands quittent la ville fin 1918 et qu'une guerre oppose Lituaniens et Polonais, entre quelque temps plus tard dans la nouvelle république polonaise. La ville n'est habitée à l'époque que par 2 % de Lituaniens (et pour moitié de Juifs).
Le P. Michel Sopocko est curé de l'église en 1946-1947, lorsque la population polonaise est presque totalement expulsée par les nouvelles autorités communistes. Il était le directeur spirituel des Sœurs de Notre-Dame de la Miséricorde, communauté religieuse dont faisait partie Faustine Kowalska, récemment canonisée, en 2000. L'année suivante, l'église est sécularisée par les autorités municipales soviétiques lituaniennes et sert à divers usages, dont celui de salle de sport.
Elle est rendue à la communauté catholique à nouveau en 2004 et les deux tours retrouvent leur toiture en forme de coupole à bulbe et leurs croix en 2008.

## Sanctuaire de la Miséricorde divine

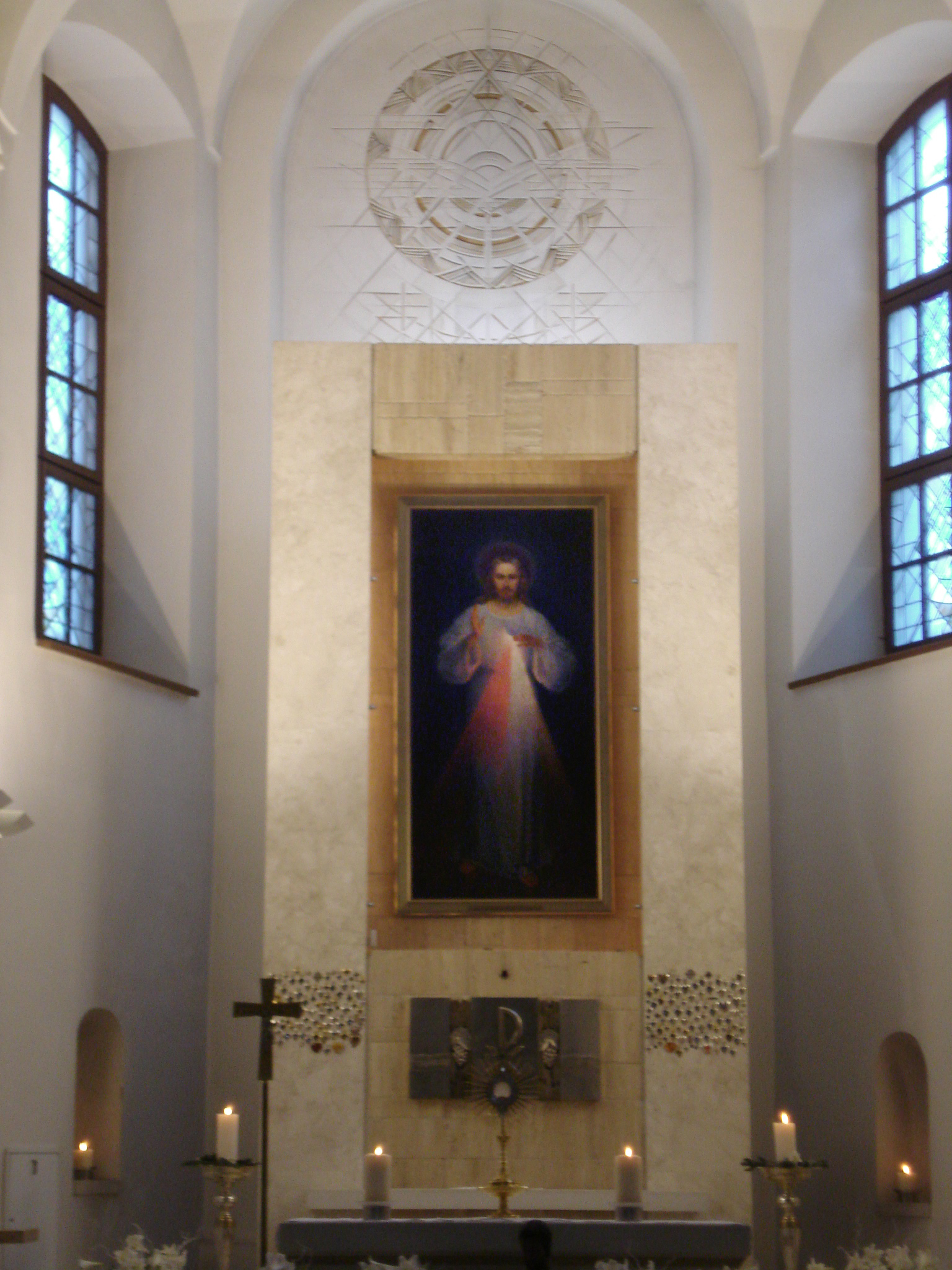
Emplacement actuel de la Miséricorde divine.

L'église est désormais connue pour abriter depuis le 28 septembre 2005 le tableau miraculeux de la Miséricorde divine, peint par Eugeniusz Kazimirowski en 1934 sur les instructions de la Sœur Faustine Kowalska d'après ses visions. Le tableau représente Jésus-Christ en vêtements blancs, bénissant de la main droite et montrant son cœur de la main gauche. Des rayons de lumière rouge et légèrement bleue sortent de son cœur.
Le transfert du tableau qui se trouvait auparavant en l'église du Saint-Esprit, un peu plus loin, a soulevé les protestations de la communauté d'origine polonaise. Celle-ci regrette que le cardinal Backis, à l'origine de la décision, l'ait ôté de son église originale polonaise pour une église lituanienne.